# Раманатан Кришнан
Раманатан Кришнан (на тамилски (இராமநாதன் கிருஷ்ணன்) е професионален тенисист от Индия.

## Биография
Раманатан Кришнан е роден на 11 април 1937 г. в Мадрас, Индия.

## Кариера
Раманатан Кришнан е сред водещите световни играчи през 1950-те и 1960-те години. Два пъти е полуфиналист на Уимбълдън през 1960 и 1961 г., достига до номер 3 в света в аматьорската класация на Потър.
Той извежда Индия до Челъндж кръга на Купа Дейвис през 1966 г. срещу Австралия, катое неиграещ капитан, когато Виджай Амритраж и Ананд Амритраж стигат до финала за Купа Дейвис през 1974 г. срещу Южна Африка. Той е активен от 1953 до 1975 г., печели 69 титли на сингъл.
Раманатан Кришнан получава наградата Арджуна през 1961 г., Падма Шри през 1962 г. и Падма Бхушан през 1967 г.